# Rong sụn
Rong sụn (danh pháp khoa học: Kappaphycus alvarezii syn. K. cottonii) là loài thuộc ngành tảo đỏ. Đây là một trong những nguồn quan trọng nhất cung cấp carrageenan, là nhóm polysaccharid tạo gel và tạo độ nhớt. Phương pháp thu hoạch rong sụn sẽ tác động đến chất lượng carrageenan chiết được.
Rong sụn có thể dài đến 2 m, có màu xanh hoặc vàng. Loài này sinh trưởng rất nhanh, có thể tăng gấp đôi sinh khối sau 15 ngày.